# Gremolada
La gremolada (dalla varietà meneghina della lingua lombarda gremolaa, ridotto in grani) è un condimento composto da un trito di prezzemolo e aglio, con l'aggiunta di scorza di limone grattugiata, usato a crudo a fine cottura principalmente per insaporire l'ossobuco alla milanese, ma anche per scaloppine o coniglio.
Una variante prevede l'aggiunta di filetti di acciughe.